# 松本淳
- 關於政治家松本純，請見「松本純」。
- 關於「嵐」的松本潤，請見「松本潤」。

松本淳（日语：／ Matsumoto Jun），日本男性動畫師、動畫演出家、動畫導演。
他與船越榮一郎同世代。

## 參加作品

### 電視動畫
1990年
- 功夫貓黨（分鏡、演出）

1997年
- 少女革命歐蒂娜（分鏡、原畫）
- 小豬萬萬歲（—1998年，分鏡、演出）

1998年
- 夢幻拉拉（分鏡）
- 愛莉絲SOS（—1999年，分鏡）

1999年
- 力石戰士（分鏡、演出）

2000年
- 喔！超級小奶糖（日语：OH!スーパーミルクチャン）（分鏡、演出）

2001年
- 妹妹公主（分鏡）

2002年
- 攻殼機動隊 STAND ALONE COMPLEX（分鏡、演出）

2004年
- 攻殼機動隊 S.A.C. 2nd GIG（分鏡、演出）
- 學園愛麗絲（—2005年，分鏡、演出）

2005年
- 血戰+（—2006年，首席演出、分鏡）

2007年
- 王牌投手 振臂高揮（分鏡、演出）

2008年
- 女神異聞錄 -三位一體之魂-（導演）

2010年
- 閃光的夜襲（導演[3]）

2011年
- 轉吧！企鵝罐（分鏡）

2012年
- 戰國Collection（分鏡）

2013年
- 來自新世界（分鏡）
- 兄弟鬥爭（導演）

2015年
- 與魔共舞（分鏡）
- 全部成為F THE PERFECT INSIDER（分鏡）

2016年
- 無頭騎士異聞錄 DuRaRaRa!!×2 結（分鏡）
- 91Days（分鏡）

2021年
- 擾亂 THE PRINCESS OF SNOW AND BLOOD（分鏡）

2023年
- 川越男子歌唱團（導演[4]、分鏡、演出）

### 電影動畫
1993年
- 深海的童話（日语：遠い海から来たCOO）（作畫監督補佐、原畫）

1997年
- 赫耳墨斯 愛宛如風（日语：愛は風の如く#映画）（船舶設定、原畫）

1999年
- 劇場版 數碼寶貝大冒險（原畫）

2000年
- 血戰：最後的吸血鬼（機械設定）
- 數碼寶貝大冒險02 前篇：數碼獸颶風登陸!!／後篇：超絕進化!!黃金的數碼裝甲（作畫監督補佐）

2001年
- 數碼寶貝大冒險02：超惡魔獸的逆襲（原畫）

2018年
- 劇場版 Infini-T Force／科學小飛俠：再見了朋友（導演）

2022年
- 致我深愛的每個妳（導演）

### OVA
1996年
- 紺碧艦隊（機械作畫監督）

1999年
- 浪客劍心 追憶篇（分鏡）

### 網路動畫
2014年
- 時季輪迴 ～TOKYO STATION～（導演）

## 相關項目
- ANIPLEX
- 日本動畫師列表（日语：アニメ関係者一覧）

## 外部連結
- . GIGAZINE.   [2020-12-19]. （原始内容存档于2020-09-27） （日语）.
  - . 每日新聞.   [2020-12-19]. （原始内容存档于2018-03-10） （日语）.
- . Akiba總研 （日语）.
- . 超！Animedia.   [2025-05-24]. （原始内容存档于2025-05-24） （日语）.